# Mundfäule
Die Mundfäule oder aphthöse Stomatitis (lateinisch Stomatitis aphthosa, Stomatitis herpetica  oder genauer Gingivostomatitis herpetica, auch akute infektiöse Gingivostomatitis) ist eine durch das Herpes-Virus „Herpes simplex Typ 1“ (HSV-1) ausgelöste Erkrankung der Mundschleimhaut und des Zahnfleischs. Sie tritt meist bei Kindern zwischen 10 Monaten und 3 Jahren als Erstinfektion des Virus auf, vereinzelt jedoch auch im Erwachsenenalter.
In der aktuellen Klassifikation der Parodontalerkrankungen wird sie bei den nicht durch Plaque induzierten gingivalen Erkrankungen eingeordnet. Das Krankheitsbild kann dem einer Aphthe entsprechen.

## Übertragungsweg
Die Ansteckung erfolgt meist über den Speichel infizierter Personen durch die gemeinsame Benutzung von Besteck u. ä. oder durch körperlichen Kontakt. Etwa 90 % der Menschen tragen das Virus in sich, wobei allerdings nur etwa ein Drittel der infizierten Personen daran erkrankt. Das Virus wird meist aktiv, wenn das Immunsystem durch anderweitige Krankheiten oder auch psychische Faktoren geschwächt ist. Es können dann Herpesbläschen an der Lippe oder im Mund auftreten.
Bei Kindern, bei denen das Virus zum ersten Mal aktiv wird, kann es als typische Mundfäule auftreten. Spätere Erkrankungen erfolgen an anderer Stelle, z. B. als Lippenbläschen oder in der Mund- und Nasenschleimhaut.

## Krankheitsbild

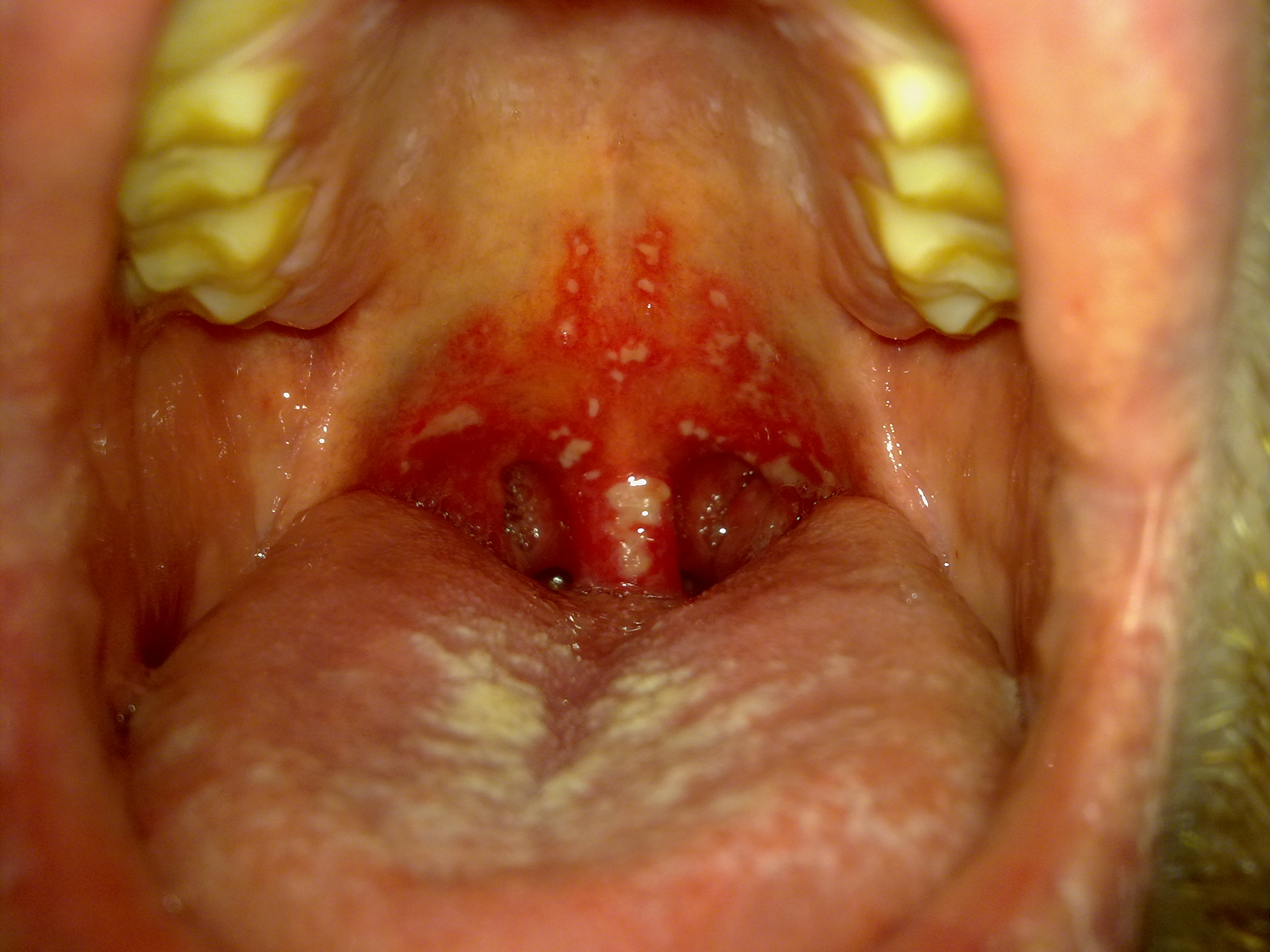
Herpesinfektion des Gaumens

Die Krankheit beginnt meist mit recht hohem, bis zu fünf Tagen andauerndem Fieber. Nach zwei bis drei Tagen beginnt das Zahnfleisch anzuschwellen, zunächst bestehen jedoch noch keine Schmerzen. Später greift die Entzündung meist auch auf die Innenseiten der Mundhöhle über, hauptsächlich betroffen ist hierbei der Gaumen, die Zunge und eventuell die Lippen. Hinzu kommt, dass sich die Papillen der Zunge (Zungenwärzchen, lateinisch Papillae linguales) entzünden und als kleine, weiße Punkte erscheinen. Dies ist mit stark brennendem Schmerz verbunden, sodass Nahrungsaufnahme nur noch bedingt möglich ist. Das geschwollene Zahnfleisch ist von blutroter Farbe und blutet eventuell auch leicht. Die Halslymphknoten sind angeschwollen, der Speichelfluss vermehrt; typisch ist ein starker, säuerlicher Mundgeruch. Nach etwa einer Woche trocknen die Bläschen ein und die wunden Stellen heilen ohne Narbenbildung ab. Erst dann kann das Virus nicht mehr übertragen werden.
Von den zahlreichen Bläschen, dem entzündeten Mundinnenraum und dem geschwollenen Zahnfleisch geht ein andauernder, starker Schmerz aus. Besonders starken, akuten Schmerz verursacht der Kontakt mit scheuernden, harten Materialien (z. B. trockene Backwaren) sowie Scharfes, Heißes oder Saures. Auch Salz brennt in den offenen Wunden. Dadurch wird die Aufnahme von Nahrung erheblich erschwert, was zur Verweigerung von Nahrung und auch Trinken führen kann.
Durch den Schmerz ist das Sprechen erschwert, weil beim Sprechen betroffene Stellen mit der Zunge angeschlagen werden müssen.
Komplikationen sind selten; bei Neugeborenen in den ersten zwei Wochen kann die Erstinfektion mit dem Herpesvirus jedoch einen schwereren Verlauf nehmen und zu einer Herpes-Encephalitis (hämorrhagisch nekrotisierende Entzündung des Gehirns) führen. Am Auge kann das Virus die Hornhaut schädigen.

## Differentialdiagnose
- Wenn kein Befall des Rachenrings vorliegt, handelt es sich um eine bakteriell bedingte Gingivostomatitis.[2]
- Habituelle Aphthen sind normalerweise nicht behandlungsbedürftig. Nur bei stärkeren subjektiven Beschwerden ist eine symptomatische Therapie angezeigt.
- Stomatitis Plaut-Vincenti (auch: Stomatitis ulceromembranacea; akute nekrotisierende ulzerierende Gingivitis (ANUG)) ist eine bakterielle Zahnfleischentzündung, deren Behandlung entsprechend der Angina Plaut-Vincent mit Penicillin oder einem Penicillinabkömmling behandelt wird.
- Morbus Behçet, eine immunologische Erkrankung, zu deren Symptomen unter vielem anderen auch orale Aphthen gehören.

## Behandlung
Die Therapie ist in den meisten Fällen rein symptomatisch, d. h., man bekämpft die Symptome, nicht die Ursache.
Die Beseitigung der Schmerzen ist mit lokal wirksamen Schmerzmitteln, etwa betäubenden Gels/Cremes mit dem Wirkstoff Lidocain oder einer Glucose-Lösung möglich. Bestehendes Fieber kann symptomatisch mit Paracetamol oder Ibuprofen, meist in Form von Suppositorien, gesenkt werden, die ebenfalls analgetisch wirken.
Die medikamentöse Therapie kann durch die Gabe von gekühlten Getränken wie Kamillentee, klarem Wasser oder Milch ergänzt werden. Auch die Speisen sollten am besten gekühlt, mild und weich sein. Hier bieten sich Eiscreme, Pudding oder Joghurt, Nudeln, Reis, Milch- oder Gemüsebreie an.  Ungeeignet sind scharfe, heiße oder saure Nahrungsmittel wie Tomatensauce, Obstsäfte u. ä. Sehr trockene Speisen wie Kekse, Zwieback oder Semmeln scheuern sehr schmerzhaft am wunden Zahnfleisch und den entzündeten Stellen.
Eine Therapie mit dem antiviralen Medikament Aciclovir kann in Einzelfällen den Heilerfolg beschleunigen, wird jedoch nicht für alle erkrankten Kinder im DGPI-Handbuch empfohlen.
Ein erkranktes Kind sollte bis zur vollständigen Abheilung im Hause bleiben.

## Vorbeugung
Durch die weite Verbreitung des Virus gibt es keine reelle Chance, dem Erreger aus dem Weg zu gehen. An akutem Herpes erkrankte Eltern sollten Schnuller u. ä. nicht in den Mund nehmen. Eine Impfung gibt es nicht.
Für Kindergärten und Schulen gibt es keine besonderen Regeln; vor allem bei Kinderkrippen wird jedoch empfohlen, das Kind während der Erkrankung zu Hause zu lassen.